# Oxtjärnen (Hotagens socken, Jämtland)
Oxtjärnen är en sjö i Krokoms kommun i Jämtland och ingår i Indalsälvens huvudavrinningsområde. Oxtjärnen ligger i Gråberget-Hotagsfjällen Natura 2000-område.